# サルカベイ級戦車揚陸艦
サルカベイ級戦車揚陸艦（英語: Sarucabey class tank landing ship）は、トルコ海軍の戦車揚陸艦の艦級。トルコのイスタンブールにあるタシュクザク工廠によって2隻が建造された。
エーゲ海に面したイズミール県のフォチャ海軍基地に配備されており、2023年時点で2隻とも運用中である。

## 設計
トルコ海軍はアメリカから譲渡された戦車揚陸艦（LST）のほかに国産LSTの建造も行っており、本級はチャカベイ級LST（1隻のみ建造）に続く2番目の国産LSTである。1981年と1984年に各1隻が進水し、1984年と1987年に就役した。なお、2番艦のカラミュセルベイは上部構造物が1デッキ分低くなっている。
設計は、海軍からの要望に応じてチャカベイ級を大型化させたものとなっており、揚陸艦としては揚陸部隊600名、戦車11両、軽車両12台、LCVP2隻を搭載できる。また、トルコ製LSTに共通の特徴として、機雷の敷設能力も有している。
LCVPは船体中央部に搭載されており、大型クレーンによって展開・揚収される。また、搭載機や格納庫は有さないものの、艦尾にヘリコプター用の発着甲板を有している。
満載排水量は2,600t、全長は92ｍ、最大幅は14m、喫水は2.3mである。主機はディーゼルエンジン3基を搭載し、3軸で推進する。合計出力は4,320hpで、最大速力は14ノットとなっている。

## 装備
搭載兵装は資料により多少異なり、ボフォース 70口径40mm機関砲を単装で3基搭載とする資料と、4基搭載とする資料がある。また、ファランクス 20mmCIWSを搭載しているという資料もある。このほか、エリコン 70口径20mm連装機関砲2基を装備している。
機雷敷設任務の際は150基の機雷を搭載でき、艦尾にある2か所の敷設ポートから敷設を行う。
レーダーにはIバンドのレイカル・デッカ 1226航海レーダーを搭載していたが、後にIバンドのスペリー RASCAR2500C 航海レーダーに変更されている。

## 運用史
2023年2月に発生したトルコ・シリア地震を受けて、サルカベイが被災地のハタイ県に対する救援物資の輸送に使用された。

## 同型艦
| 番号  | 艦名                           | 建造所           | 進水           | 就役           | 状況 |
| ----- | ------------------------------ | ---------------- | -------------- | -------------- | ---- |
| NL123 | サルカベイ Sarucabey           | タシュクザク工廠 | 1981年 7月30日 | 1984年 7月17日 | 現役 |
| NL124 | カラミュセルベイ Karamürselbey | タシュクザク工廠 | 1984年 7月26日 | 1987年 6月19日 | 現役 |